# Klootschießer- und Boßelverband Nordrhein-Westfalen
Der Klootschießer- und Boßelverband Nordrhein-Westfalen (KBV NRW) ist die Dachorganisation der Boßelvereine in Nordrhein-Westfalen. Der eingetragene Verein mit Sitz in Düsseldorf wurde 1980 gegründet.
Dem Verband gehören die Boßelvereine Düsseldorf, Bielefeld-Jöllenbeck, Willich, Alt-Willich und Wülfrath an. Er vertritt rund 400 Mitglieder. Der Verband organisiert einen landesweiten Spielbetrieb im Straßenboßeln: eine Landesliga mit sechs Mannschaften aus drei Vereinen sowie ein Ranglisten-Werfen (Championstour) für Einzelwerfer.
Der KBV NRW ist einer von vier Verbänden, die an den alle zwei Jahre stattfindenden Deutschen Meisterschaften (DM) im Boßeln teilnehmen. 2003 wurde die DM in Willich ausgetragen. Weil der Verband bei der DM 2009 in Zetel keine Jugendmannschaft mehr an den Start bringen konnte, hat er bei den Wettkämpfen nur noch Gast-Status.